# أندرياس مولر (لاعب كرة قدم ألماني)
أندرياس مولر (بالألمانية: Andreas Schön)‏ (9 أغسطس 1989 في ألمانيا - ) هو لاعب كرة قدم ألماني في مركز الوسط. شارك مع منتخب ألمانيا تحت 17 سنة لكرة القدم. أما مع النوادي، فقد لعب مع نادي آلن ونادي هوفنهايم وFC Astoria Walldorf ‏ وفيردر بريمن 2 ‏.

## وصلات خارجية
- أندرياس مولر (لاعب كرة قدم ألماني) على موقع قاعدة بيانات كرة القدم.إي يو (الإنجليزية)
- أندرياس مولر (لاعب كرة قدم ألماني) على موقع بيانات كرة القدم. دي إي (الألمانية)
- أندرياس مولر (لاعب كرة قدم ألماني) على موقع عالم كرة القدم.نت (الإنجليزية)